# 청수초등학교
청수초등학교는 대한민국 경기도 김포시에 있는 공립 초등학교이다.

## 학교 연혁
- 2014년 2월 17일 청수초등학교 준공
- 2014년 3월 1일 개교(15학급)
- 2014년 3월 3일 초대 성희동 교장 취임
- 2014년 3월 3일 제1회 입학식(초등 15학급, 유치원 3학급)
- 2014년7월 23일 초등 10학급 증설(초등 25학급, 유치원 3학급)
- 2014년 9월 1일 초등 32학급 인가
- 2015년 2월 13일 청수초등학교 제1회 99명 졸업
- 2015년 3월 2일 초등 42학급, 유치원 4학급 인가
- 2017년 9월 1일 2대 교장 이양호 교장 취임
- 2018년 1월 28일 8학급 중측.

## 참고 자료
- 청수초등학교 - 한국교육학술정보원 학교알리미